# Емилио Портуондо
Емилио Нунес Портуондо (на испански: Emilio Núñez Portuondo) е кубински политик. Той е бивш министър-председател на Куба през 1958 г.

## Биография
Портуондо се дипломира като доктор по гражданско и публично право през 1919 г. от университета в Хавана. Той служи като представител и сенатор от провинция Лас Вилас, както и като кубински пълномощен министър и извънреден пратеник в Панама, Перу, Холандия, Белгия и Люксембург. Секретар на Конституционния конвент от 1940 г. Рамон Грау Сан Мартин и Карлос Маркес Стърлинг са президенти на Конституционния конвент, който изготвя Конституцията на Куба от 1940 г. Портуондо е кубински постоянен представител с ранг на посланик в ООН между 1952 и 1958 г. и също така е министър на труда при временния президент Андрес Доминго дел Кастильо през 1954 г. Бивш председател на Съвета за сигурност на ООН през септември 1956 г. и 1957 г. Министър-председател на Куба от 6 март до 12 март 1958 г.
Портуондо е председател на Съвета за сигурност на ООН по време на унгарското въстание през 1956 г. и помага на Йожеф Миндсенти от Унгария в подпомагането на бежанци в Куба и Съединените щати.
Портуондо е син на генерал Емилио Нунес Родригес, вицепрезидент на Куба по време на второто управление на генерал Марио Гарсия Менокал (1917 – 1921) и който също е губернатор на Хавана от 1899 до 1902 г., както и министър на земеделието, търговията и труда през 1913 – 1917 г. Братът на Портуондо е кандидат за президент през 1948 г., Рикардо Нунес Портуондо. Женен е три пъти и има пет деца, Емилио Нунес Бланко, Рикардо Нунес Гарсия, Мария Стана Нунес Гарсия, Брунилда Нунес Фабрега и Фернандо Нунес Фабрега, бивш министър на външните работи на Република Панама. Най-големият му син, Емилио Нунес Бланко, е избран в Камарата на представителите на Куба през 1958 г., въпреки че не успява да заеме поста. Погребан е в град Панама до третата си съпруга, панамката Олга Фабрега.